# Peder Ulfsax
Peder Jönsson Ulfsax, tidigare Jönsson, var en svensk ståthållare.

## Biografi
Peder Ulfsax var son till väpnaren Jöns Pedersson och Märta Olofsdotter. Han kallas i överste Claes Claesson Ugglas personalia ståthållare på Kalmar slott, men återfinns inte hos Volmar Sylvander. Ulfsax beseglade 24 juni 1532 ett brev med Ulfsaxvapnet och anklagades 20 november 1538 för bristande rusttjänst. Han var den första som tog namnet Ulfsax efter vapnet.

### Egendom
Ulfsax ägde gårdarna Håringe i Bolmsö socken.

### Familj
Ulfsax gifte sig första gången med Christina Ribbing, dotter till häradshövdingen Knut Ribbing i Marks härad och Kerstin Gustafsdotter (Stjärna). De fick tillsammans sonen hövitsmannen Jöns Ulfsax (död 1525) i Småland.
Ulfsax gifte sig andra gången med Estrid Drake, dotter till väpnaren och häradshövdingen Olof Christersson Drake (Drake från Västbo) i Västbo härad och Märta Arvidsdotter (Drake af Intorp). De fick tillsammans barnen Märta Ulfsax som var gift med amiralen och ståthållaren Knut Hård af Torestorp, Estrid Ulfsax, löjtnanten Lindorm Ulfsax (död 1565) vid Västra Smålands fana och Beata Ulfsax som var gift med ståthållaren Olof Arvidsson i Södra Halland.